# Фиркирхен (Верхняя Лужица)
Фиркирхен (нем. Vierkirchen) — община в Германии, в земле Саксония. Подчиняется административному округу Дрезден. Входит в состав района Гёрлиц. Подчиняется управлению Райхенбах. Население составляет 1837 человек (на 31 декабря 2010 года). Занимает площадь 35,32 км².
Община подразделяется на 10 сельских округов.

## Население
| Год  | Численность | Численность |
| ---- | ----------- | ----------- |
| 2017 | 1687        | [ 1 ]       |
| 2019 | 1676        | [ 3 ]       |
| 2021 | 1649        | [ 4 ]       |
| 2022 | 1659        | [ 5 ]       |
| 2023 | 1639        | [ 2 ]       |